# Gerardo Melgar Viciosa
Gerardo Melgar Viciosa (ur. 24 września 1948 w Cervatos de la Cueza) – hiszpański duchowny katolicki, biskup Ciudad Real w latach 2016–2025.

## Życiorys

### Prezbiterat
Święcenia kapłańskie otrzymał 20 czerwca 1973 i został inkardynowany do diecezji Palencia. Przez wiele lat pracował jako duszpasterz parafialny, był także m.in. wykładowcą i rektorem niższego seminarium w Carrión de los Condes, wikariuszem biskupim ds. duszpasterskich, delegatem ds. duszpasterstwa rodzin oraz wikariuszem generalnym. W latach 2006–2007 zarządzał diecezją jako tymczasowy administrator.

### Episkopat
1 maja 2008 papież Benedykt XVI mianował go biskupem ordynariuszem diecezji Osma-Soria. Sakry biskupiej udzielił mu 6 lipca 2008 ówczesny nuncjusz apostolski w Hiszpanii - abp Manuel Monteiro de Castro.
8 kwietnia 2016 został przeniesiony do diecezji Ciudad Real, zaś 21 maja 2016 kanonicznie objął urząd jej biskupa. 9 lipca 2025 papież Leon XIV przyjął jego rezygnację z pełnionego urzędu.